# دولت‌آباد (دهاقان)
دولت‌آباد (دهاقان)، روستایی از توابع بخش مرکزی شهرستان دهاقان در استان اصفهان ایران است.

## جمعیت
این روستا در دهستان موسی‌آباد قرار دارد و براساس سرشماری مرکز آمار ایران در سال ۱۳۸۵، جمعیت آن ۹۰۹ نفر (۲۱۷خانوار) بوده است.